# Beethovenplatz (Vienne)
La Beethovenplatz est une place de Vienne, dans l'arrondissement de l'Innere Stadt.

## Histoire
Au Moyen Âge, le quartier de l'actuelle Beethovenplatz faisait partie du faubourg devant la Stubentor. Le glacis devant l'enceinte de la ville, terrain d'exercice militaire, existe à partir le XVIe siècle. En 1850, le territoire est incorporé à la ville de Vienne.
Au cours de la démolition de l'enceinte approuvée par l'empereur François-Joseph Ier en 1857 et la construction du Ring comme un splendide boulevard autour de la vieille ville, la zone entre le Kolowratring (aujourd'hui Schubertring) et la Lothringerstraße sur la rive gauche de la rivière Vienne est morcelée et construite à partir de 1865. La superficie d'un plus grand bloc de maisons n'est pas construite, mais laissée de côté comme espace. Le fonds d'expansion de la ville donne le terrain à la ville de Vienne gratuitement en 1873.
En 1880, le monument à Beethoven conçu par Caspar von Zumbusch est inauguré ici ; la même année, le lieu apparaît pour la première fois dans le carnet d'adresses viennois de Lehmann sous le nom de Beethovenplatz.
L'Unterer Wientallinie de la Stadtbahn de Vienne circule sur la rive droite de la Vienne depuis le 30 juin 1899, et depuis 1978 la ligne de métro U4, qui dessert la station Stadtpark à l'extrémité nord de la Lothringerstrasse, tout près de la Beethovenplatz. En 1899, la voûte de la rivière Vienne et le tramway sont achevés dans cette section. Vers 1970, un parking souterrain ouvre sous le parc conçu à l'origine par Lothar Abel, de vieux arbres sont abattus pour la construction.

## Bâtiments
- N°1 : Le bâtiment le plus important de la Beethovenplatz est l'Akademisches Gymnasium (dans le prolongement de la Christinengasse) pour sa façade sud-ouest, qui est construit dans le style néo-gothique par Friedrich von Schmidt avec la participation de Wilhelm Köllig et Josef Hlávka de 1863 à 1866. Il s'agit du premier bâtiment séculier néo-gothique de Schmidt à Vienne, qui devient un programme pour une nouvelle architecture séculière néo-gothique.
- N°2 : Ici (dans le prolongement de la Kantgasse) se trouve un bâtiment en briques apparentes de style néo-renaissance de Friedrich Schachner construit de 1868 à 1869. Il fait partie du bloc Schubertring 5 et 7, qui est successivement acquis de 1939 à 1970 par la Girozentrale et l'Erste Bank, de 1997 à 2005, puis vendues. Un hôtel Ritz-Carlton ouvre ici en 2012.
- N°3 : Le Palais Gutmann (également une extension de Kantgasse) est construit dans le style néo-Renaissance par Carl Tietz pour Wilhelm von Gutmann de 1869 à 1871. En 1941, le bâtiment est reconstruit par Franz Klimscha. C'est un bâtiment bancaire jusqu'en 2005 et un hôtel depuis 2012.
- N°4 : Le bâtiment de Johann Romano et August Schwendenwein construit de 1869 à 1870 (dans le prolongement de la Fichtegasse) possède également un bel intérieur, dont la seule peinture intérieure connue de Leopold Carl Müller (1870), qui représente une allégorie des saisons.

Du côté de la Lothringerstraße, la Beethovenplatz est directement adjacente à cette rue qui présente une très large bande médiane verte. (Jusqu'en 1980, trois lignes de tramway fonctionnaient en bordure de la partie centrale de la rue du côté de la salle de concert.)